# Колиба страха
Колиба у шуми (енгл. Cabin Fever) амерички је сплатер хорор филм са елементима црне комедије из 2002. године, редитеља и сценаристе Илаја Рота, са Рајдером Стронгом, Џордан Лад, Џејмсом Дебелом, Серином Винсент, Џоијем Керном и Ђузепеом Ендрузом у главним улогама. Радња прати групу студената који одлазе да прославе пролећни распуст у шумској колиби, где се заразе смртоносним вирусом.
Рот је написао сценарио још 1995. заједно са Рендијем Пирлштајном. Био је инспирисан својим путовањем у Исланд, где је задобио инфекцију коже. Ниједан студио није хтео да купи сценарио јер су сматрали да је хорор жанр постао непрофитан. Све се променило 1996. када је Вес Крејвенов Врисак постигао планетарни комерцијални успех. Међутим, Рот и након тога није могао да прода сценарио пошто су продукцијске куће тражиле да га измени тако да више личи на Врисак.
Редитељу су као инспирација за филм послужили култни хорори, као што су: Последња кућа са леве стране (1972), Тексашки масакр моторном тестером (1974), Брда имају очи (1977) и Зла смрт (1981). Првобитно је као извршни продуцент филма био најављен Дејвид Линч, али он није потписан у коначној верзији.
Колиба страха је премијерно приказана 14. септембра 2002, на Филмском фестивалу у Торонту, док је шире биоскопско приказивање имала тек наредне године у дистрибуцији продукцијске куће Лајонсгејт. Добила је осредње оцене критичара и остварила солидан комерцијални успех. Била је номинована за Награду Сатурн за најбољи хорор филм, док је Рот био номинован за Награду Емпајер за најбоље дебитантско остварење.
Године 2009. снимљен је наставак под насловом Колиба страха 2: Пролећна грозница.

## Радња
Петоро студената, Пол, Карен, Берт, Марси и Џеф, изнајмљују колибу у шуми како би прославили пролећни распуст. Они, међутим, постају жртве веома заразне болести која се преноси преко воде.

## Улоге
| Глумац         | Улога                  |
| -------------- | ---------------------- |
| Рајдер Стронг  | Пол                    |
| Џордан Лад     | Карен                  |
| Џејмс Дебело   | Берт                   |
| Серина Винсент | Марси                  |
| Џои Керн       | Џеф                    |
| Ари Вервин     | Хенри, пустињак        |
| Ђузепе Ендруз  | заменик шерифа Винстон |
| Илај Рот       | Џастин / Грим          |
| Адам Рот       | ћелави човек           |
| Роберт Харис   | старац                 |
| Хал Кортни     | Томи                   |